# ナリムブル
ナリムブルは、イェヘナラ氏女真族。初代イェヘ東城主・ヤンギヌの子で、二代目東城主。

## 略史
万暦12 (1584) 年、イェヘ西城主チンギヤヌと、東城主ヤンギヌが共に明遼東巡撫・李成梁の計略によって殺害された。チンギヤヌの子ブジャイと、ヤンギヌの子ナリムブルはそれぞれの亡父の後を継いで城主となると、イェヘの残党をかき集め、ハダへの復讐を企てた。
ナリムブルは蒙古の以児鄧イェルデンと聯合して威遠堡を襲い、更にホルチン部ウンガダイと聯合してハダのダイシャンを攻めた。この時のハダは後継者争いのために内訌を起していた。
万暦16 (1588)旧暦2月、遼東巡撫・顧養謙は李成梁にイェヘを討伐させることを決定した。明軍が迫ってくるのをみたブジャイは自らの居城をすて、明軍と交戦しながらナリムブルの東城にかけこんだ。イェヘの城は非常に堅固で、明軍は二日経っても陥落させられずにいた。李成梁は巨砲を使ってようやく城壁に洞をあけ、更に雲梯を直立させて、上に巨砲を据え置いた。その高度はイェヘの内城と同等にまで達した。ブジャイとナリムブルは驚懼して降伏し、ハダとの貢勅折半を条件に独占を諦めたため、李成梁は撤収し、その後明朝は499道の貢勅をイェヘに与えた。
同年旧暦9月、ナリムブルは妹モンゴ･ジェジェをマンジュのヌルハチに嫁がせた。

### 満国勃興
建州三衛などを基に樹立された満洲国マンジュ･グルンは、この頃、フルン (海西女真) にとって新たな脅威となりつつあった。ナリムブルはヌルハチに領土割譲を要求したが、拒否された。続けてハダ、ホイファとともに使者を送って脅迫したが、これも失敗に終った。そこでナリムブルはいよいよ武力に訴え、西城主ブジャイとともにフルン四部 (ハダ、イェヘ、ホイファ、ウラ) で聯合し、マンジュのフブチャ部落を襲撃した。しかしヌルハチが報復としてハダ属領フルギャチを掠奪し、出動したハダ国主メンゲブルはヌルハチの計略にかかって敗走した (→「富爾佳斉フルギャチ大戦」)。数箇月後、イェヘは四部から九部に聯合軍の規模を拡大させて、マンジュ軍とグレ山で対戦した。しかしヌルハチの作戦の前に聯合軍は惨敗し、この戦闘でブジャイは戦死した (→「古勒山グレイ･アリンの戦」)。この後、フルン四部は揃ってヌルハチに使者を派遣し、盟約を締結した。しかし、間も無く、ヌルハチが蒙古不詳に対する懲罰として、将軍ムハリヤンを派遣し馬を強奪させると、ムハリヤンはその帰路でナリムブルに馬を横取りされ、おまけにムハリヤン本人は蒙古不詳に引き渡されてしまった。同じ頃、ウラもまた背盟してナリムブルと手を結び始めた。

### 死灰復燃
万暦27 (1597) 年、ナリムブルは、メンゲブルがハダ国内の実権を握って以降中止していたハダへの襲撃を再開し、ハダの貢市に侵攻して貢勅60道を強奪した。メンゲブルは抗しきれず、人質を送ることを交換条件に満洲国マンジュ･グルンのヌルハチに援軍を要請した。ヌルハチは要請を受け容れてフュンドンらを派遣したが、それを知ったナリムブルは、一方でメンゲブルに対し、フュンドンらを殺害すれば娘を嫁に与えると唆し、他方でヌルハチに対し、メンゲブルがフュンドンらの殺害を企んでいると密告した。ナリムブルの目論見通りにヌルハチは激怒し、ハダの都城を陥落させてメンゲブルを連行した。翌年にメンゲブルを殺害したヌルハチが明朝万暦帝の譴責を受けると、ナリムブルも明朝の介入を承けて貢勅60道を返還したが、遂にヌルハチがメンゲブルの子・ウルグダイを解放してハダを復興させるに至って、ナリムブルは再びハダへの攻撃を始めた。この頃のハダは国内が深刻な饑饉に見舞われ、ウルグダイは明朝に対して食糧支援を要請したが、明朝が見放し拒んだ為、ハダは再びヌルハチによって併呑され、完全に滅亡した。そしてここにイェヘ部主代々の夙願の一つが達成された。
父ヤンギヌの娘、即ち自らの妹であるモンゴ･ジェジェはヌルハチに嫁いでホンタイジを産んだが、病気で健康を損ね、このころ危篤に陥っていた。最期を悟ったモンゴ･ジェジェはヌルハチに対し、最後に母に一眼会いたいと希望を伝えた。ヌルハチは愛妻のために義兄ナリムブルに使者を出し、義母を迎えたいと申し入れたが、マンジュと関係を悪化させたナリムブルは妹の最後の望みを斥けた。ヌルハチはイェヘの訣別する姿勢を悟り、ジャンとアキランの二城を攻めて陥落させた。

## 年表
万暦12 (1584) 年、父・チンギヤヌと叔父・ヤンギヌが明軍の計略にかかって殺害された (「市圏之計」)。
万暦15 (1587) 年、ナリムブルが数度に亘ってハダを襲撃。
万暦16 (1588) 年旧暦3月、ナリムブルとブジャイが明朝の李成梁軍に降伏。貢勅をハダと折半することで落着。
万暦16 (1588) 年旧暦9月、妹・モンゴジェジェがヌルハチに嫁入り (後の清太祖孝慈高皇后)。
万暦19 (1591) 年旧暦正月、ハダ国主・ダイシャンを殺害。同年、東城主・ナリムブルがヌルハチに領土割譲を求めるもヌルハチは拒否。この頃、長白山部のジュシェリ (珠舍哩) とネイェン (訥殷) がイェヘを糾合してドゥン･ガシャン (洞寨) を掠奪。
万暦21 (1593) 年旧暦6月、フルン聯合軍としてヌルハチ属領を襲撃後、フルギヤチ･ガシャンの戦でハダ国主・メンゲブルが敗走。
万暦21 (1593) 年旧暦9月、グレ･イ･アリンの戦で惨敗。
万暦25 (1597) 年、ヌルハチと盟約。
万暦27 (1597) 年旧暦5月、ハダを再度侵略し、貢勅60道を強奪。
万暦29 (1601) 年、復興したハダを侵略。ハダがマンジュに併呑され完全消滅。
万暦31 (1603) 年旧暦秋、妹・モンゴジェジェ危篤、母親との最後の別れを求めるも、ナリムブルが拒否。
万暦32 (1604) 年旧暦正月、ヌルハチがイェヘに侵攻、ジャン、アキラン両城を陥落。
万暦35 (1607) 年旧暦9月、ホイファの内乱に乗じてバインダリの子を人質とした。
万暦37 (1609) 年、病歿。弟ギンタイシが即位。

## 逸話
『清史稿』巻223によると、万暦19年から21年の間にブジャイとナリムブルは反目しあっていた。

## 脚註
1. ↑  柳邊紀略, 八旗滿洲氏族通譜, 滿洲實錄, 清史稿
2. ↑  『滿洲實錄』の「畢登圖 葉爾登 (bedengtu yeldeng)」と同一人物か。
3. ↑  维基百科には「……抓走王台之子康古鲁，并借机向明朝要求更多敕书。」とあるが、典拠不詳。カングルはブジャイの叔母・温姐の後夫であり、イェヘとは内通する関係であったため、「抓走」される筋合いがない。後半の、貢勅を更に要求したという件りも、出典がわからない。
4. ↑  “ᠵᠠᠩ zhang”. 新满汉大词典. 新疆人民出版社. p. 854. "[名] 章 (清初部落名)。"
5. ↑  “ᠠᡴᡳᡵᠠᠨ akiran”. 新满汉大词典. 新疆人民出版社. p. 23. "[名] ❶ 阿奇兰 (清初部落名)。❷〈地〉阿奇兰城 (今黑龙江省齐齐哈尔市西北二百里，为明代海西女真叶赫部所建)。"
6. ↑  维基百科には「六月，」とあるが、6月に襲撃したのはフブチャ･ガシャンで、ヘジゲとグレを襲撃したのは9月のため、事実誤認。

## 参照

### 史籍
- 顧秉謙『神宗顯皇帝實錄』1630 (漢文) ＊中央研究院歴史語言研究所版
- 愛新覚羅･弘昼, 西林覚羅･鄂尔泰, 富察･福敏, (舒穆祿氏)徐元夢『八旗滿洲氏族通譜』四庫全書, 1744 (漢文)
- 西林覚羅･鄂尔泰 (ortai)『ᠵᠠᡴᡡᠨ ᡤᡡᠰᠠᡳ ᠮᠠᠨᠵᡠᠰᠠᡳ ᠮᡠᡴᡡᠨ ᡥᠠᠯᠠ ᠪᡝ ᡠᡥᡝᡵᡳ ᡝᠵᡝᡥᡝ ᠪᡳᡨᡥᡝ (Jakūn gūsai Manjusai mukūn hala be uheri ejehe bithe：八旗滿洲氏族通譜)』四庫全書, 1745 (満文)
- 編者不詳『滿洲實錄』四庫全書, 1781 (漢文) ＊中央研究院歴史語言研究所版
- 編者不詳『ᠮᠠᠨᠵᡠ ᡳ ᠶᠠᡵᡤᡳᠶᠠᠨ ᡴᠣᠣᠯᡳ (manju i yargiyan kooli)』(滿洲実録) (満文)
- 趙爾巽, 他100余名『清史稿』清史館, 1928 (漢文) ＊中華書局版

### 研究書
- 今西春秋『満和蒙和対訳 満洲実録』刀水書房, 1992 (和訳) ＊和訳自体は1938年に完成。
- 安双成『满汉大辞典』遼寧民族出版社, 1993 (中国語)
- 胡增益 (主編)『新满汉大词典』新疆人民出版社, 1994 (中国語)
- 『五体清文鑑訳解』京都大学文学部内陸アジア研究所 (和訳)

### Webサイト
- 栗林均「モンゴル諸語と満洲文語の資料検索システム」東北大学
- 「明實錄、朝鮮王朝実録、清實錄資料庫」中央研究院歴史語言研究所 (台湾)
- 「人名權威 人物傳記資料庫」中央研究院歴史語言研究所 (台湾)